# گلوزرد

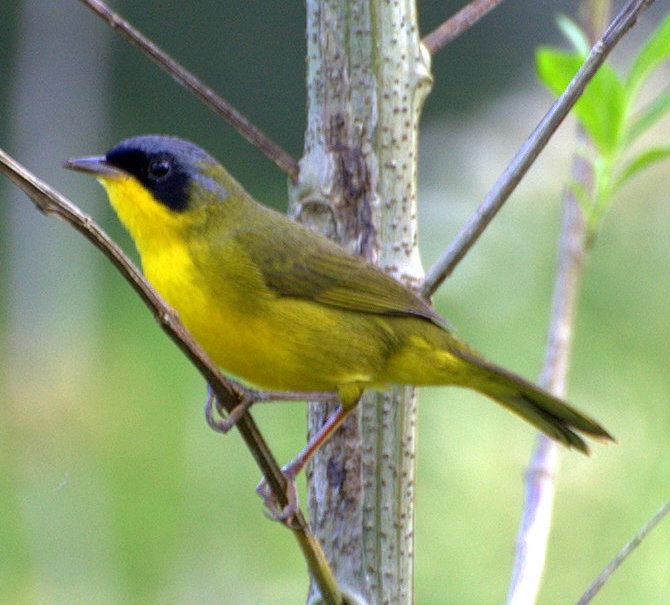
زرد گلو

گلوزردها (نام علمی: Geothlypis) نام یک سرده از راسته گنجشک‌سانان است.